# Баронова, Мария Николаевна
Мария Николаевна Баронова (в девичестве Чеботарёва; род. 13 апреля 1984, Москва) — российская журналистка, общественный деятель. С июня 2012 года по декабрь 2013 года была подследственной по «болотному делу», амнистирована.

## Биография
Мария Баронова (дев. Чеботарёва) родилась в 1984 году в Москве в научно-технической семье, мать работала преподавателем МГУ. До 2000 года училась в московских школах № 114 и № 1522, в 2006 году окончила химический факультет МГУ. С 18 лет начала жить одна. Работала младшим научным сотрудником в лаборатории МГУ, менеджером по продажам в химической компании. Как сообщала сама Баронова, в 2011 году она получила второй диплом, окончив вечернее отделение факультета педагогического образования МГУ. В 2016 году получала юридическое образование.
Занималась общественной деятельностью, интерес к политике возник благодаря телепрограмме «600 секунд». Выступала как глава в рамках своего подъезда и в рамках товарищества собственников жилья (ТСЖ) примкнула к феминистскому движению.
Активной политической деятельностью стала заниматься после выборов в Думу 4 декабря 2011 года, принимала участие в митинге на Чистых прудах по призыву Алексея Навального. Вступила в движение «Солидарность», став пресс-секретарём и помощником депутата Госдумы Ильи Пономарёва (с конца декабря 2011 года по июнь 2012 года). Координатор общественного движения «Россия для всех», выполняла обязанности пресс-координатора протестного движения.
Принимала участие в «марше миллионов» 6 мая 2012 года. 11 июня 2012 года в её квартире был произведён обыск. 21 июня Бароновой было предъявлено обвинение по статье 212 ч. 3 УК РФ — «призывы к массовым беспорядкам», была избрана мера пресечения в виде подписки о невыезде.
В июне 2012 года объявила, что она и её соратники, присутствовавшие на «Марше миллионов», планируют создать «новую политическую структуру без старых лидеров» под рабочим названием «Партия 5 декабря».
Вместе с Митей Алешковским и Светланой Рейтер была координатором волонтёрской помощи жителям Крымска, пострадавшим от наводнения. Деятельность Бароновой по сбору средств обернулась скандалом: её обвинили[кто?] в присвоении собранных денег. Баронова, в свою очередь, заявила о том, что против неё развернута травля с целью вынудить её к эмиграции.
В октябре 2012 года принимала участие в выборах в Координационный совет российской оппозиции от «Партии 5 декабря», но не была избрана.
В ноябре 2012 года вместе с прокремлёвской[уточнить] активисткой Марией Сергеевой начала вести политическое ток-шоу «Истерика» на портале Russia.ru, принадлежащем бывшему депутату от Единой России Константину Рыкову.
11 июня 2013 года Баронову избили, она была госпитализирована.
19 декабря 2013 года с Бароновой сняты обвинения по «болотному делу» по амнистии, приуроченной к 20-летию Конституции. Адвокатом Бароновой был Сергей Бадамшин.
22 октября 2014 года сообщила о том, что начнёт курировать учреждённый Михаилом Ходорковским и Алексеем Навальным проект по помощи российским политзаключённым и их семьям, позже станет «Правозащитой Открытки». Руководила проектом до осени 2017 года. С Ходорковским познакомилась по переписке во время отбывания им тюремного заключения
В феврале 2016 года сообщила о намерении участвовать в выборах в Государственную думу РФ 2016 года по 208-му мажоритарному избирательному округу города Москва при поддержке созданного Михаилом Ходорковским проекта «Открытые выборы». Решила не выдвигаться от партий «Яблоко» и ПАРНАСа, а собрать подписи в свою поддержку, для финансирования кампании взяла коммерческий банковский кредит как физическое лицо на два миллиона рублей. Лозунгом стала фраза Объединяющее нас — важнее различий, начальником штаба — активистка Открытой России Полина Немировская. В ходе кампании делала акцент на прекращении политических преследований и социальные проблемы, персона президента Владимира Путина не упоминалась из-за неактуальности[значимость факта?].
В августе предоставила в ЦИК необходимые для проверки 15000 подписей (3 % от числа избирателей), сбором которых занималось 500 человек. 13 августа окружная избирательная комиссия Басманного района Москвы зарегистрировала на выборы в Госдуму Марию Баронову, недействительными были признаны 2,5 % подписей. Среди других кандидатов в округе были Николай Гончар (представлявший «Единую Россию») и историк Андрей Зубов (поддержанный партиями «Яблоко» и «ПАРНАС»), последнему Баронова предлагала провести социологический опрос для снятия слабейшего кандидата. 11 сентября Алексей Навальный предложил Бароновой снять кандидатуру в пользу Зубова в качестве объединённого кандидата в округе, но она отказалась, обвинив оппозицию в идейно-политическом сектантстве.
По итогам выборов Мария Баронова собрала 13197 голосов, уступив Николаю Гончару (57110), кандидату от КПРФ Павлу Тарасову (21442) и Андрею Зубову (18789). Её результат стал одним из лучших среди кандидатов «Открытой России» (сопоставимый процент показал Константин Янкаускас). В своём поражении обвинила неназванных лидеров оппозиции, которые просто год занимались тем, чтобы бороться со мной.
13 ноября 2016 года на учредительной конференции «Открытой России» в Хельсинки была избрана одним из 11 членов совета движения. 28 января 2017 года возглавила московское отделение «Открытой России». В ходе конференции движения в апреле 2017 года была переизбрана в совет движения.
В июне 2017 года заявила о решении покинуть «Открытую Россию», отметив: «Иногда хочется не только бегать по ОВД, по судам, в поисках ресурсов на строительство демократии или сидеть бессмысленно в СК, но ещё и отдохнуть». В дальнейшем заявляла о своём конфликте с Михаилом Ходорковским, считавшим её поступки «репутационным ущербом» для Открытой России. Весной 2018 года благодаря социальным сетям стало известно о её конфликте с бывшей соратницей по ОР Полиной Немировской. Несмотря на это, Мария Баронова продолжала сохранять влияние в «Открытой России».
В ходе президентских выборов 2018 года принимала участие в мероприятиях, организованных штабом Ксении Собчак.
В конце марта 2018 года стало известно о поступлении Марии Бароновой в Стенфордский университет.
28 февраля 2019 года стало известно о трудоустройстве Марии Бароновой шеф-редактором в русскую редакцию интернет-вещания государственного иновещательного телеканала RT, где занималась курированием его благотворительного и правозащитного проекта «Дальше действовать будем мы» (ДДБМ). Сам проект существовал исключительно в социальных сетях и мессенджерах и не имел собственного банковского счёта — пожертвования сразу перечислялись на частные счета тех лиц, кто удовлетворял требованиям корреспондентов и продюсеров RT (среди прошедших отбор оказался неназванный «ополченец»). Свой приход Баронова объясняла желанием служить стране, сделать мир вокруг нас лучше и воспользоваться «правом на положительную самореализацию», в то же время отмечая имевшиеся до этого проблемы с трудоустройством из-за своего послужного списка. Решение Бароновой о трудоустройстве на телеканале RT вызвало критику в оппозиционных кругах. В частности, Алексей Навальный призвал «не забывать» и «не прощать» такие случаи. Также Баронову раскритиковали журналисты Сергей Пархоменко и Аркадий Бабченко.
С марта 2019 года — участница программы «60 минут» на государственном телеканале «Россия-1».
С 27 ноября 2020 года — ведущая программы «Война и мир» на радио «Комсомольская правда» совместно с журналистом Олегом Кашиным. После его отстранения от эфира 7 мая продолжила вести программу в одиночку до начала июня. В июле в программе появился новый соведущий — Дмитрий Пучков, с которым Баронова провела один эфир. После этого покинула программу, её заменила журналист телеканала «Звезда» Надана Фридрихсон.
2 марта 2022 года на фоне российского вторжения на Украину уволилась с RT. За три дня до этого выступила против вооружённого конфликта, хотя ранее писала[что?] в соцсетях про натовских коллаборационистов и натовскую пропаганду.

## Взгляды
Сожалела о распаде СССР, резко негативно оценивала президентство Бориса Ельцина. Изначально разделяла воззрения Сергея Кургиняна (в дальнейшем отрицала это, заявляя лишь о посещении его семинаров в МГУ) и была сторонницей восстановления России «в рамках славянских государств». По собственным словам, «обожала» Владимира Путина. По словам самой Бароновой, изменения в её взглядах произошли после ареста Михаила Ходорковского.
Выступала в поддержку аннексии Крыма Российской Федерацией, называла полуостров «русской землёй» (позже высказывалась за всероссийский референдум по этому вопросу и дальнейшие переговоры с Украиной). Войну на востоке Украины называла гражданской войной между «Россией и Украиной, войной в славянском мире, мире русского языка», в которой виноваты обе стороны. Негативно оценивала санкции, введённые против России, не считая Владимира Путина «угрозой миру».

## Личная жизнь
Разведена. Сын Александр 2006 года рождения.